# 奴隶之子 (2014年电视剧)
《奴隶之子》（羅馬化：Look Tard）是一部由TV Scene制作，蓝妮·卡彭、普朋·彭帕努、索纳拉姆·泰匹塔克、瓦立特·斯里桑塔纳、甘莫内·仁希领衔主演的泰国古装爱情剧。此剧改编自拉皮朋（Rapeeporn）1963年首次发表在《每日邮报》双周刊的同名文学小说，是第八部改编自该作的作品。剧情主要讲述了奴隶Kaew奋斗一生及与Namtip小姐的爱情故事，于2014年3月3日至4月14日期间每周一至周二晚上8时25分在泰国第3电视台黄金八点档播出。

## 演员阵容

### 主要演员
- 普朋·彭帕努 饰演 Phraya Rattana Atthachai / Luang Rattana Atthachai / Kaew[11]

1885年生，在Phraya Chaiyakorn家服侍的奴役，喜欢Namtip。
- 蓝妮·卡彭 饰演 Namtip

Phraya Chaiyakorn的女儿，心地善良的大小姐。经常善待奴役，因为她认为世间没有贵贱之分。喜欢Kaew。
- 索纳拉姆·泰匹塔克 饰演 Khun Phra Chaiyakorn，Namtip的父亲。
- 瓦立特·斯里桑塔纳 饰演 Kut
- 甘莫内·仁希 饰演 Bojun

### 其他演员
- 帕娜达·旺普迪 饰演 Mae Nom，Mae Nim的母亲。
- 乔蒂卡·翁茵拉 饰演 Nim
- 窝拉力·凤阿隆
- 瓦立特·提普格马特 饰演 Manoj
- 帕希塔·安缇楠塔莎 饰演 Opchoei

### 客串演员
- 克罗特·阿塔瑟里 饰演 Phraya Decharonnaphop
- 库恩缇拉·约昌 饰演 Namtip（儿童时期）